# Willie Turnesa
William P Turnesa (1914-2001) was een Amerikaanse amateur-golfer. Hij won het US Amateur in 1938 en 1948 en het Brits Amateur in 1947.
Willie werd geboren in Elmsford (New York) als jongste zoon van Vitale Turnesa, een Italiaanse immigrant die in 1889 naar de Verenigde Staten kwam en greenkeeper werd. Willie had twee oudere zusters en zes oudere broers: Phil (1896-1987), Frank (1898-1949), Joe (1901-1991), Mike (1907-2000), Doug (1909-1972) en Jim (1912-1971), die broers werden allen golfprofessional. Hij was de enige zoon die amateur bleef. Dit was op aandringen van zijn broers, die geld verzamelden om hem te laten studeren. Hij studeerde in 1938 af aan het College of the Holy Cross en won later dat jaar voor het eerst het US Amateur op de Oakmont Country Club. 
In 1939 werd hij lid van de Knollwood Country Club, waar zijn broer Mike in 1945 head-professional werd. Een journalist gaf hem de bijnaam Willie the Wedge nadat hij tijdens een toernooi 13 keer in een bunker bij de green was gekomen en steeds maar 1 putt nodig had. De zeer versleten wedge is te zien in het USGA Museum in Far Hills, New Jersey.
Na de Tweede Wereldoorlog speelde hij in de Walker Cup van 1947, 1949 en 1951. Zijn team won steeds, in 1951 was hij playing captain. In 1947 won hij het Brits Amateur op de Carnoustie Golf Links en in 1948 won hij opnieuw het US Amateur.  In 1949 bereikte hij de finale van het Brits Amateur.
Hij won het Metropolitan Amateur in 1937, haalde de finale in 1938 en in 1956 verloor hij de finale van Tommy Goodwin.
Turnesa was president van de Metropolitan Golf Association (MGA) en de New York Golf Association. Hij overleed in 2001.

## Gewonnen
- 1933: Westchester Amateur
- 1936: Westchester Amateur
- 1937: Metropolitan Amateur, Westchester Amateur
- 1938: US Amateur, Westchester Amateur, New York State Amateur
- 1943: Florida Open
- 1947: Brits Amateur
- 1948: US Amateur
- 1957: Ike Championship
- 1958: Ike Championship